# Astraios
Astraios var i grekisk mytologi son till titanen Krios och Eurybia och bror till Pallas och Perses. 
Tillsammans med Eos, morgonrodnadens gudinna, blev han far till de fyra vindarna; Boreas, Euros, Notos och Zefyros, och deras syster Astraia. Han förväxlas ofta med en av de tre Aiolos, eftersom denne enligt Odysséen är vindarnas härskare.